# سربوخوف
سربوخوف (بالروسية: Серпухов) هي إحدى مدن روسيا في الكيان الفدرالي الروسي موسكو أوبلاست.

## توأمة
لسربوخوف اتفاقيات توأمة مع كل من:
- بوبيني
- إيفانو-فرانكيفسك

## أعلام
- أولج مينشكوف
- فالنتين موراتوف